# Джерело біля с. М. Бубни
Джерело́ бі́ля с. Малі Бубни — гідрологічна пам'ятка природи місцевого значення в Україні. Розташоване в межах Роменської міської громади Роменському районі Сумської області, за 200 м від автодороги Ромни–Прилуки, на днищі балки в долині р. Олава, притоки р. Сула.

## Опис
Площа - 0,02 га. Статус присвоєно згідно з рішенням Сумського облвиконкому від 31.12.1980 року. Перебуває у віданні Малобубнівської сільської ради.
Охороняється місце витоку двох самовитічних джерел води доброї питної якості, що пов'язані з історією краю.